# Ngunut (Ngunut)
Ngunut is een bestuurslaag in het regentschap Tulungagung van de provincie Oost-Java, Indonesië. Ngunut telt 17.097 inwoners (volkstelling 2010).